# Naoko Kijimuta
Ne pas confondre avec Akiko Kijimuta, sa sœur aînée également joueuse de tennis.
Naoko Kijimuta (雉子牟田 直子, Kijimuta Naoko), née le 26 mars 1972, est une joueuse de tennis japonaise, professionnelle de 1991 à 1998.
Elle a remporté cinq titres WTA en double pendant sa carrière. 
Sa sœur aînée, Akiko, a aussi évolué sur le circuit professionnel, avec une moindre réussite.

## Palmarès

### Titres en double dames
| No | Date       | Nom et lieu du tournoi        | Catégorie | Dotation  | Surface    | Partenaire  | Finalistes                       | Score         |          |
| -- | ---------- | ----------------------------- | --------- | --------- | ---------- | ----------- | -------------------------------- | ------------- | -------- |
| 1  | 08/04/1996 | Danamon Open Jakarta          | Tier III  | 164 250 $ | Dur (ext.) | Rika Hiraki | Laurence Courtois Nancy Feber    | 7-6, 7-5      | Parcours |
| 2  | 14/10/1996 | Nokia Open Pékin              | Tier IV   | 107 500 $ | Dur (int.) | Miho Saeki  | Yuko Hosoki Kazue Takuma         | 7-5, 6-4      | Parcours |
| 3  | 01/01/1997 | Gold Coast Classic Gold Coast | Tier III  | 164 250 $ | Dur (ext.) | Nana Miyagi | Ruxandra Dragomir Silvia Farina  | 7-6, 6-1      | Parcours |
| 4  | 06/01/1997 | ANZ Tasmanian Int’l Hobart    | Tier IV   | 107 500 $ | Dur (ext.) | Nana Miyagi | Barbara Rittner Dominique Monami | 6-3, 6-1      | Parcours |
| 5  | 13/04/1998 | Japan Open Tokyo              | Tier III  | 164 000 $ | Dur (ext.) | Nana Miyagi | Amy Frazier Rika Hiraki          | 6-3, 4-6, 6-4 | Parcours |

### Finale en double dames
| No | Date       | Nom et lieu du tournoi | Catégorie | Dotation  | Surface         | Vainqueures              | Partenaire | Score    |          |
| -- | ---------- | ---------------------- | --------- | --------- | --------------- | ------------------------ | ---------- | -------- | -------- |
| 1  | 27/09/1993 | Sapporo Open Sapporo   | Tier IV   | 100 000 $ | Moquette (int.) | Yayuk Basuki Nana Miyagi | Yone Kamio | 6-4, 6-2 | Parcours |

## Parcours en Grand Chelem

### En simple dames
| Année | Open d'Australie | Open d'Australie | Internationaux de France | Internationaux de France | Wimbledon       | Wimbledon       | US Open         | US Open            |
| 1994  | 1er tour (1/64)  | Gigi Fernández   | -                        | -                        | -               | -               | -               | -                  |
| 1995  | 1er tour (1/64)  | Siobhan Drake    | -                        | -                        | -               | -               | 2e tour (1/32)  | Gabriela Sabatini  |
| 1996  | 1er tour (1/64)  | Tami Whitlinger  | 1er tour (1/64)          | Barbara Paulus           | 1er tour (1/64) | Naoko Sawamatsu | 3e tour (1/16)  | Martina Hingis     |
| 1997  | 1er tour (1/64)  | Irina Spîrlea    | 2e tour (1/32)           | Magüi Serna              | 3e tour (1/16)  | Yayuk Basuki    | 1er tour (1/64) | Mary Joe Fernández |
| 1998  | 1er tour (1/64)  | Lea Ghirardi     | 1er tour (1/64)          | Julie Halard             | 2e tour (1/32)  | María Vento     | -               | -                  |

À droite du résultat, l’ultime adversaire.

### En double dames
| Année | Open d'Australie             | Open d'Australie         | Internationaux de France    | Internationaux de France  | Wimbledon                    | Wimbledon                  | US Open                    | US Open                   |
| 1993  | 1er tour (1/32) Ayako Hirose | S. McCarthy Kimberly Po  | -                           | -                         | -                            | -                          | -                          | -                         |
| 1994  | 2e tour (1/16) A. Kijimuta   | Patty Fendick M. McGrath | 1er tour (1/32) A. Kijimuta | D. Jones Yone Kamio       | 1er tour (1/32) A. Kijimuta  | K. Boogert N. Jagerman     | 1er tour (1/32) Yone Kamio | Patty Fendick M. McGrath  |
| 1995  | 2e tour (1/16) Yone Kamio    | M. McGrath Rennae Stubbs | 1er tour (1/32) Yone Kamio  | A. Dechaume F. Labat      | -                            | -                          | 2e tour (1/16) Yone Kamio  | G. Fernández N. Zvereva   |
| 1996  | 2e tour (1/16) Virag Csurgo  | Els Callens Julie Halard | 2e tour (1/16) Rika Hiraki  | M. Hingis Helena Suková   | 1er tour (1/32) Yuka Yoshida | L. Davenport MJ Fernández  | 2e tour (1/16) F. Labat    | Patricia Hy R. Fairbank   |
| 1997  | 1/4 de finale Nana Miyagi    | L. Neiland Helena Suková | 3e tour (1/8) Nana Miyagi   | L. Neiland Helena Suková  | 3e tour (1/8) Nana Miyagi    | Nicole Arendt M. Bollegraf | 3e tour (1/8) Nana Miyagi  | L. Davenport Jana Novotná |
| 1998  | 1/4 de finale Nana Miyagi    | L. Davenport N. Zvereva  | 1er tour (1/32) Nana Miyagi | Rita Grande Irina Spîrlea | 3e tour (1/8) Nana Miyagi    | M. Hingis Jana Novotná     | 2e tour (1/16) Nana Miyagi | C. Dhenin Émilie Loit     |

Sous le résultat, la partenaire ; à droite, l’ultime équipe adverse.

## Parcours en Fed Cup
| #                                                                 | Date       | Lieu          | Surface      | Gagnante(s)                       | Perdante(s)                    | Score     |          |
|                                                                   |            |               |              |                                   |                                |           |          |
| 1997 - 1/4 de finale (groupe mondial) - Japon - France - 1 : 4    |            |               |              |                                   |                                |           |          |
| 1                                                                 | 01/03/1997 | Tokyo         | Dur (int.)   | Alexandra Fusai Anne-Gaëlle Sidot | Naoko Kijimuta Kyoko Nagatsuka | 7-5, 6-4  | Parcours |
|                                                                   |            |               |              |                                   |                                |           |          |
| 1997 - Barrage (groupe mondial I) - États-Unis - Japon - 5 : 0    |            |               |              |                                   |                                |           |          |
| 2                                                                 | 12/07/1997 | Chestnut Hill | Dur (ext.)   | Lindsay Davenport Lisa Raymond    | Naoko Kijimuta Nana Miyagi     | 6-4, 6-4  | Parcours |
|                                                                   |            |               |              |                                   |                                |           |          |
| 1998 - Barrage (groupe mondial II) - Corée du Sud - Japon - 1 : 4 |            |               |              |                                   |                                |           |          |
| 3                                                                 | 25/07/1998 | Séoul         | Terre (ext.) | Choi Young-Ja Kim Eun-Ha          | Naoko Kijimuta Nana Miyagi     | 6-2, 7-65 | Parcours |

## Classements WTA en fin de saison

### En simple
| Année | 1991 | 1992 | 1993 | 1994 | 1995 | 1996 | 1997 | 1998 |
| Rang  | 432  | 312  | 222  | 154  | 88   | 45   | 74   | 269  |

Source : (en) « Classements de Naoko Kijimuta », sur le site officiel du WTA Tour

### En double
| Année | 1991 | 1992 | 1993 | 1994 | 1995 | 1996 | 1997 | 1998 |
| Rang  | 429  | 136  | 106  | 94   | 94   | 46   | 20   | 46   |

Source : (en) « Classements de Naoko Kijimuta », sur le site officiel du WTA Tour